# Ihr Tore zu Zion
Ihr Tore zu Zion (manchmal Ihr Pforten zu Zion, BWV 193) ist eine geistliche Kantate von Johann Sebastian Bach. Er schrieb sie 1727 in Leipzig für den Ratswechsel und führte sie am 25. August 1727 zum ersten Mal auf. Ein Teil der Musik ist verschollen und wurde verschiedentlich rekonstruiert. Ungefähr gleichzeitig komponierte Bach das Drama per musica Ihr Häuser des Himmels, ihr scheinenden Lichter (BWV 193a). Beiden Werken sind einige Sätze gemeinsam.

## Geschichte und Worte
Bach komponierte die Kantate in Leipzig für den Ratswechsel, den Festgottesdienst zur Einführung des neugewählten Stadtrats.
Die Einführung des Stadtrats wurde in Leipzig regelmäßig in einem Festgottesdienst an dem Montag begangen, der auf den Bartholomäustag (24. August) folgte. Bach führte die Kantate erstmals am 25. August 1727 auf.
Der Text eines unbekannten Dichters enthält Ideen aus Psalmen, zu Beginn Ps 87,2 , „Der Herr liebt die Tore Zions mehr als alle Wohnungen in Jakob“, in Satz 2 Ps 121,4 , „Siehe, der Hüter Israels schläft und schlummert nicht“. Gott wird als Erhalter des „Leipziger Jerusalem“ gepriesen.

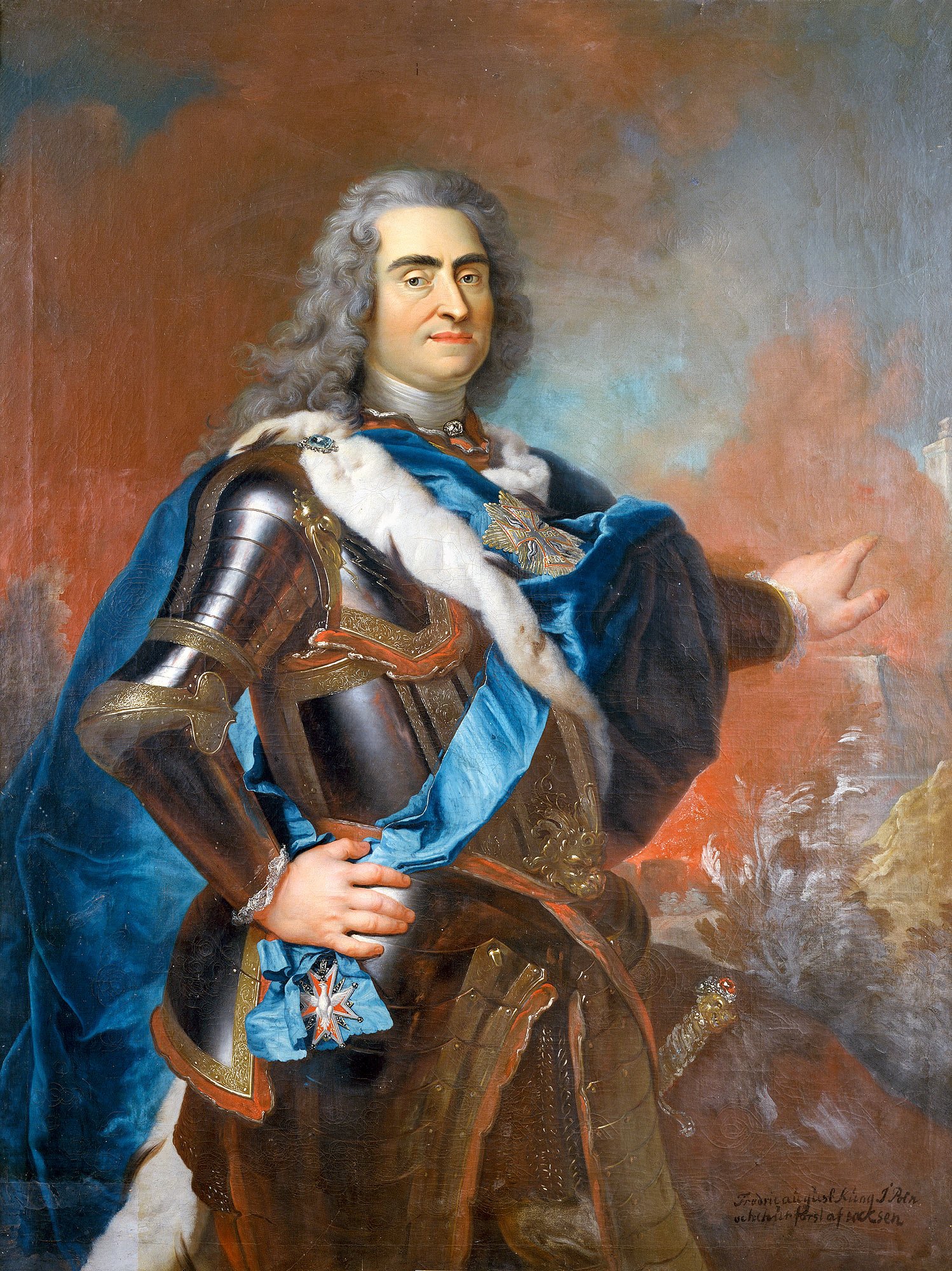
August der Starke, Gemälde von Louis de Silvestre

Einige Sätze, namentlich 1, 3 und 5, sind wahrscheinlich Parodien von Teilen des Drama per Musica Ihr Häuser des Himmels, ihr scheinenden Lichter (BWV 193a), das Bach für den Namenstag Augusts des Starken am 3. August 1727 komponiert hatte. Der Text des weltlichen Werkes in elf Sätzen wurde von  Picander geschrieben und in Ernst-Schertzhaffte und Satyrische Gedichte, Teil II, in Leipzig 1729 veröffentlicht. Die allegorischen Figuren sind Providentia (Vorsehung), Fama (Ruhm), Salus (Heil) und Pietas (Frömmigkeit). Die Titelseite trägt die Widmung „Bey der / Hohen Nahmens-Feyer / Ihro / Koenigl. Maj. in Pohlen / und Churfl. Durchl. zu Sachsen etc. / bezeigte / In einer geringen MUSIC / Seinen allerunterthaenligsten Glueckwunsch / Christian Friedrich Henrici / Leipzig den 3. Aug. 1727“.
Alfred Dürr vermutet, dass die Musik zum Teil auf frühere Kompositionen, vielleicht aus der Köthener Zeit, zurückgeht. Christoph Wolff nimmt an, dass auch der Text der geistlichen Kantate von Picander verfasst wurde. Da das Libretto des geistlichen Werkes jedoch weder über einen Druck noch über eine Handschrift überliefert ist und die Originalpartitur Bachs sowie zwei der vier originalen Vokalstimmen des Werkes verschollen sind, fehlt der Text zum dritten Rezitativ gänzlich.

## Besetzung und Aufbau
Während die Musik von BWV 193a verschollen ist, ist die geistliche Kantate BWV 193 teilweise erhalten. Die Stimmen von Sopran und Alt sind vorhanden, die für Tenor und Bass fehlen. Es gibt Instrumentalstimmen für zwei Oboen, zwei Violinen und Viola, während Basso continuo fehlt. Angesichts der festlichen Bestimmung ist zu vermuten, dass Bach auch Trompeten und Pauken, mitunter auch Flöten vorgesehen hatte.
BWV 193
1. Coro: Ihr Tore zu Zion
2. Recitativo (Sopran): Der Hüter Israels entschläft noch schlummert nicht
3. Aria (Sopran): Gott, wir danken deiner Güte
4. Recitativo (Alt): O Leipziger Jerusalem
5. Aria (Alt): Sende, Herr, den Segen ein
6. Recitativo: [fehlt]
7. Coro: „Ab initio repetatur“, wie 1.

BWV 193a
1. Coro (Der Rat der Götter): Ihr Haeuser des Himmels, ihr scheinenden Lichter
2. Recitativo (Providentia): Preißwuerdigster August
3. Aria (Providentia): Nenne deinen August: Gott!
4. Recitativo (Fama): O! schoener Tag, o! schoene Blicke
5. Aria (Fama, Providentia): {Ich will/Du solt} ruehmen, {ich will/du solt} sagen
6. Recitativo (Providentia, Fama, Salus): So AUGUSTUS nicht an Ruhm und Thatten Seines gleichen
7. Aria (Salus): Herr! so gross als Dein Erhoehen
8. Recitativo (Pietas): Wie bin ich doch ergoetzt
9. Aria (Pietas): Sachsen, komm zum Opffer-Heerd
10. Recitativo (Pietas): Doch worzu wollen wir viel Tempel bauen?
11. Aria (Pietas, Coro): Himmel, erhoere das bethende Land[2]

## Musik
Der Eingangschor wird durch ein langes Ritornell eröffnet, das in der Mitte des Satzes vollständig wiederholt wird, nicht jedoch am Ende. Die erhaltenen Singstimmen weisen darauf hin, dass Bach den vokalen Part überwiegend homophon angelegt hatte.
Die erste Arie ist ein Menuett in da-capo-Form. Julian Mincham erinnert das Zusammenspiel von Oboe und Streichern an Musik von Händel. In der zweiten Arie für Alt, Oboe und Continuo illustriert die reiche Ornamentierung der Oboe Gottes Segen.

## Rekonstruktionen des Werkes
Schon im 19. Jahrhundert versuchte Bernhard Todt das Werk wiederherzustellen (ca. 1890). 1983 erstellte Reinhold Kubik eine weitere Rekonstruktion für den Dirigenten Helmuth Rilling. 1999 folgte eine Version von Ton Koopman, die er für seine Kantatenaufnahme verwendete. Weitere Werkrekonstruktionen stammen von Michael Radulescu und von Alan Dergal Rautenberg. Allen Versionen ist gemeinsam, dass sie die Tenor- und Bassstimmen im Eingangs (und Schluss-)Chor sowie den Basso continuo, Trompeten und Pauken ergänzen. In der Fassung Koopmans ist außerdem ein Bass-Solist für das letzte Rezitativ vorgesehen. Hier verwendete Koopman den Text des Tenorrezitativs der Kantate Gott, man lobet dich in der Stille, BWV 120 („Nun, Herr, so weihe selbst das Regiment mit deinem Segen ein“) für seine Vervollständigung.

## Einspielungen
- Die Bach Kantate Vol. 67, Helmuth Rilling, Gächinger Kantorei, Bach-Collegium Stuttgart, Arleen Augér, Julia Hamari, Hänssler 1983
- J.S. Bach: Complete Cantatas Vol. 19, Ton Koopman, Amsterdam Baroque Orchestra & Choir, Caroline Stam, Michael Chance, Paul Agnew, Antoine Marchand 1999